# Aelurodon
Aelurodon es un género extinto de cánido perteneciente a la subfamilia Borophaginae que existió desde el Mioceno Medio 20,6 millones de años hasta el Plioceno Inferior (4,9 millones de años). El género existió durante aproximadamente 15,7 millones de años.

## Origen

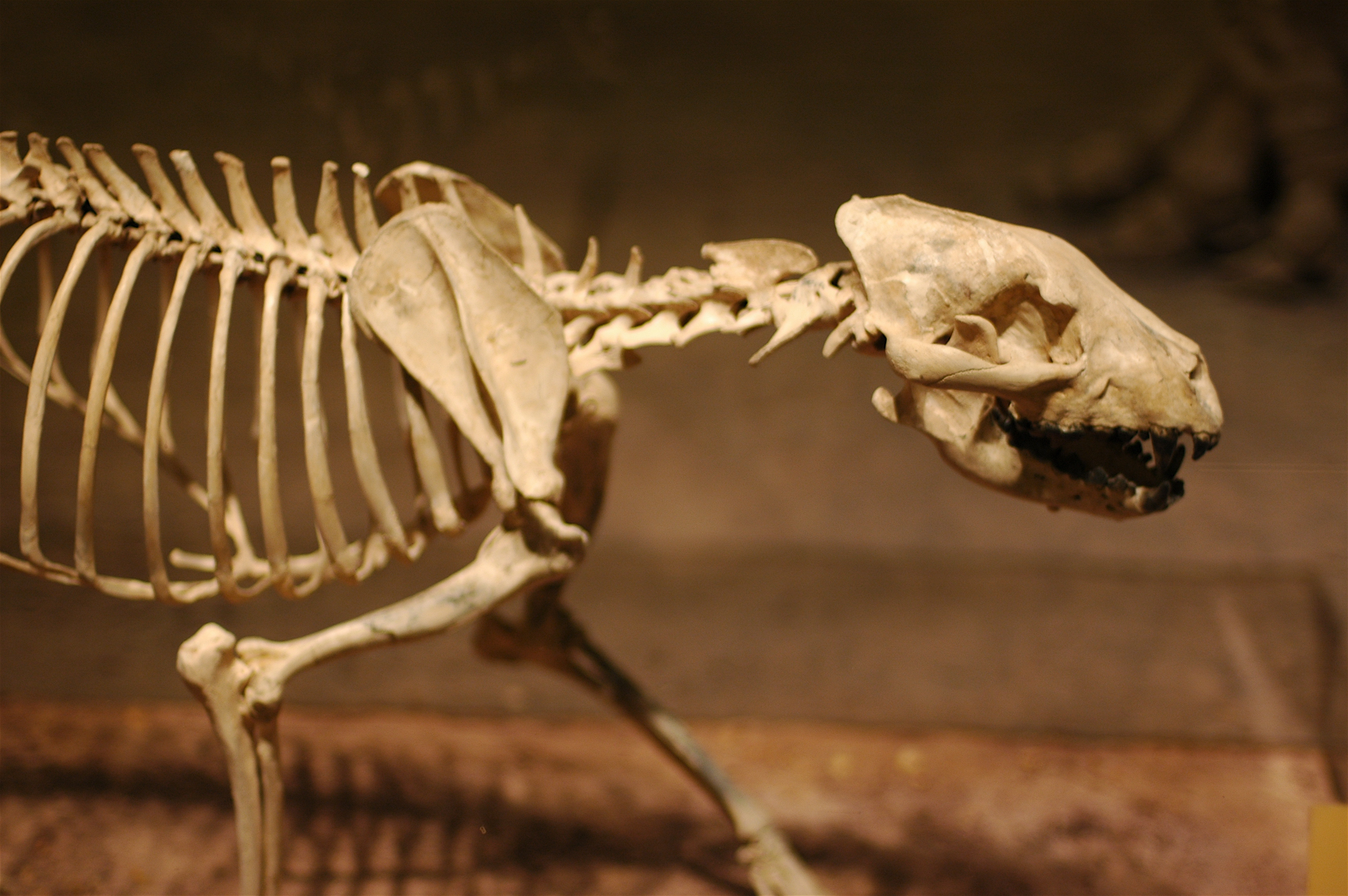
Aelurodon stirtoni

Aelurodon hace parte de la subfamilia Borophaginae, llamado en ocasiones «perros trituradores de hueso», que aparentemente desciende de los géneros primitivos Protomarctus y Tomarctus. Algunas especies se conocen a partir de fósiles hallados al centro y occidente de Estados Unidos, sugiriendo un amplio rango de distribución durante su apogeo durante Mioceno. Las especies más grandes de Aelurodon (A. ferox y A. taxoides) pudieron cazar en manadas como los lobos modernos.

## Competidores
Aelurodon vivió en el mismo periodo que otros cánidos de la subfamilia Borophaginae como Epicyon (20,6—5,330 millones de años), Paratomarctus (16,3—5,3 millones de años), Borophagus (23,3—3,6 millones de años), Carpocyon (20,4—3,9 millones de años) y el primer lobo, Canis lepophagus (10,3—1,8 millones de años).

## Especies
Se reconocen seis especies de Aelurodon:
- Aelurodon asthenostylus existió desde hace 20,6—13,6 millones de años (vivió durante 7 millones de años). Fue elevado al rango de especie por Wang et al. en 1999. Los fósiles de A. asthenostylus se descubrieron al occidente de Nebraska, norte de Colorado, Nevada y sur y centro de California. El estimado de masa corporal en dos individuos arrojó la cifra de 33 y 29,4 kilogramos.[6]
- Aelurodon ferox existió desde hace 16.3—10.3 millones de años (vivió durante 6 millones de años) y fue descrito por Leidy en 1858. Se hallaron especímenes al occidente de Nebraska, Nuevo México, en inmediaciones del golfo de Texas y al sudeste de Montana. La masa corporal estimada en dos especímenes fue de 45,6 y 39,9 kilogramos.
- Aelurodon mcgrewi existió desde hace 16,3—13,6 millones de años (desde hace 3 millones de años) con fósiles hallados al occidente de Nebraska. En dos especímenes se estimó la masa corporal en 30,6 y 34,7 kilogramos.
- Aelurodon montaneis existió desde hace 16.3—13.6 millones de años (vivió durante 3 million years) con fósiles hallados en Montana.
- Aelurodon stirtoni existió desde hace 16,3—10,3 millones de años (vivió durante 6 millones de años). Sus fósiles fueron hallados al occidente de Nebraska y Nuevo México. Dos especímenes analizados tuvieron una masa corporal estimada de 33,9 a 29,3 kilogramos.
- Aelurodon taxoides existió desde hace 13,6—5,330 millones de años (vivió durante 8,27 millones de años). Sus fósiles se hallaron en Florida, norte y sur de Texas, Nuevo México, Kansas y el área de la bahía de California. Dos ejemplares analizados tuvieron una masa corporal estimada de 56,3 y 48,8 kilogramos.

El nombre Aelurodon fue asignado por Joseph Leidy en 1858. Las especies más pequeñas de Aelurodon tenían una dieta hipercarnívora, una característica compartida con los otros borofagínidos. Algunas especies grandes como Aelurodon taxoides, alcanzaban el tamaño de un tigre.